# Ілек (Курська область)
Ілек — село в Біловському районі Курської області. Адміністративний центр Ільківської сільради.

## Географія
Розташоване на річці Ілек (притока Псла), за 97 км на південний захід від Курська, за 15 км на південний захід від районного центру — Біла.

## Історія
Дата першої згадки - 1752 рік

## Клімат
Ілек, розташований у поясі помірно континентального клімату з теплим літом та відносно теплою зимою (Dfb за класифікацією Кеппена).

## Населення
| 2002 | 2010 |
| ---- | ---- |
| 737  | 547  |

## Інфраструктура
Особисте підсобне господарство.

## Транспорт
Ілек розташований за 4 км від автодороги регіонального значення 38К-001 (Біла — Мокрушино — кордон Білгородської області), на автодорозі міжмуніципального значення 38Н-014 (38К-001 — Ілек), за 8 км від найближчого залізничного зупинного пункту 94 км (лінія Льгов-Київський — Підкосильов).

## Визначні пам'ятки
- Церква Покрови Пресвятої Богородиці (1882 р.)[6]